# St. Vincent
|  | For øen, se Saint Vincent. |
Anne Erin "Annie" Clark (født 28. september 1982), kendt som St. Vincent, er en amerikansk singer-songwriter og multiinstrumentalist. Hendes guitarspilleteknik er blevet rost for en melodisk stil samt brug af forvrængning, og hun er i flere tidsskrifter regnet blandt de bedste guitarister i tiden efter år 2000. Rolling Stone placerede hende som den 26. bedste guitarist i den rytmiske musiks historie.
Efter at have studeret tre år på Berklee College of Music indledte hun sin karriere som medlem af gruppen The Polyphonic Spree. Hun var også medlem af Sufjan Stevens' turneorkester, inden hun i 2006 skabte sit eget orkester.
I 2007 udgav hun sit debutalbum, Marry Me, der blev begyndelsen på en lang række af album. I 2012 udgav hun albummet Love This Giant, som hun lavede i et musikalsk samarbejde med David Byrne fra Talking Heads. Hendes fjerde studiealbum, St. Vincent fra 2014, fik en flot modtagelse og blev udnævnt til årets album af flere medier som NME og The Guardian. Hendes seneste album All Born Screaming fra 2024 har hun selv produceret.
St. Vincent har også samarbejdet med andre musikere. Således producerede hun Slater-Kinneys album The Center Won't Hold fra 2019 og hun var med til at skrive Taylor Swifts single "Cruel Summer", der nåede førstepladsen på Billboard Hot 100. Hun har desuden instrueret et segment i filmen XX samt produceret, skrevet og spillet hovedrollen i filmen The Nowhere Inn fra 2020.

## Opvækst og uddannelse
Annie Clark blev født i Tulsa, Oklahoma, men flyttede senere med sin mor og to ældre søstre efter hendes forældres skilsmisse til Dallas, Texas. Hun har fire søstre og fire brødre i hendes forældres nye sammenbragte familier.
Hun var tidligt interesseret i musik, og hendes mor gav hende en plastikguitar til jul, da hun var fem år gammel. Sin første rigtige guitar fik hun som tolvårig, og da hun var teenager, var hun i en periode med Tuck & Patti, hendes onkel og tante, der udgjorde en jazzduo, på turné i både Japan og Europa. På disse gik Clark til hånde og lærte, hvordan et musikerliv kunne være, ligesom hun blev inspireret af sin onkels guitarspil.
Efter high school kom hun ind på Berklee College of Music i Boston, hvor hun gik tre år, inden hun droppede ud.

## Musikkarriere

### 2003-2007
Mens hun stadig gik på Berklee, var Clark med til at udgive en ep med titlen Ratsliveonnoevilstar med nogle medstuderende.
Efter hun stoppede på Berklee, vendte hun hjem til Texas, hvor hun blev medlem af The Polyphonic Spree, lige inden gruppen tog på europaturné i 2005. Hun var kortvarigt medlem af en gruppe ved navn Skull Fuckers, inden hun blev en del af Sufjan Stevens' band på turné. Hun fik også tid til under navnet St. Vincent at indspille og udgive sin første ep med titlen Paris Is Burning i 2006. Hun fortalte i et interview på The Colbert Report, at hendes kunstnernavn stammede fra en sang af Nick Cave, der indeholdt en linje om Dylan Thomas: "And Dylan Thomas died drunk in / St. Vincent's hospital" (sangen "There She Goes, My Beautiful World" fra Caves album Abattoir Blues / The Lyre of Orpheus (2004)). Navnet er også en reference til Clarks oldemor, der hed St. Vincent til mellemnavn.
Samme år påbegyndte hun arbejdet med sit første album, der udkom i juli 2007 med titlen Marry Me. Albummet havde medvirken af Brian Teasley (fra The Polyphonic Spree), Mike Garson (pianist for David Bowie gennem en længere periode) og hornspilleren Louis Schwadron (også fra Polyphonic Spree).  Albummet blev godt modtaget af kritikerne, der sammenlignede Clark med Kate Bush og David Bowie. Sangene på albummet havde Clark overvejende skrevet, da hun var 18-19 år, og hun udtalte, at de "repræsenterede en mere idealiseret version af, hvad livet var, eller hvad kærligheden var, eller alt muligt i blikket fra en person, der ikke rigtig havde gjort sig nogle erfaringer." Fra albummet blev sangen "Paris Is Burning" udsendt som single, og der blev lavet en musikvideo til "Jesus Saves, I Spend".

### 2008-2010
I begyndelsen af 2008 blev Clark nomineret til tre priser ved PLUG Independent Music Awards og vandt prisen for årets kvindelige musiker. Efter en længere turné begyndte hun at arbejde på et nyt album, og inspirationen hertil kom fra at se film, blandt andet Disney-film. Albummet kom til at hedde Actor og udkom i maj 2009. I lighed med debutalbummet blev Actor vel modtaget af anmelderne, og det fik mere spilletid end forgængeren. Spin gav albummet otte ud af ti stjerner og skrev om "[sammenstillingen af] det grusomme og den slags, og her er de baroklignende arrangementer endnu mere komplekse og hendes stemme endnu smukkere, så begge dele bare understreger de mørke strømme, der løber gennem hendes sange." Gaffa skrev: "Singer-songwriter og multinstrumentalist understreger formatet på toeren" og gav fem af seks stjerner.
Samme år spillede hun på Roskilde Festival.
Clark lavede desuden to sange til soundtracks til to af Twilight-filmene: "Rosyln" til The Twilight Saga: New Moon (2009) lavet sammen med Bon Iver og "The Antidote" til The Twilight Saga: Breaking Dawn - Part 2 (2012).

### 2011-2012
I efteråret 2010 fik Clark mulighed for at arbejde på et nyt album, og i september 2011 udkom hendes tredje album, Strange Mercy til nye fine anmeldelser. Blandt andet skrev NME, at "Annie Clarks tredje album er en forførende, smuk ædelsten".
Efter en turné på basis af dette album arbejdede Clark i en periode sammen med David Byrne fra Talking Heads, et samarbejde, der var påbegyndt allerede i 2009 og nu resulterede i udsendelsen af albummet Love This Giant (2012). Hun deltog også i andre projekter, hvor hun ikke var hovedkraften.

### 2013-2015:St. Vincent
I 2013 skiftede Clark pladeselskab fra 4AD til Loma Vista Recordings, og snart efter udsendte hun singlen "Birth in Reverse" som en appetitvækker til det selvbetitlede album, der udkom i begyndelsen af 2014. Flere store medier roste dette album og blandt andet The Guardian, NME og Entertainment Weekly udråbte senere albummet som årets bedste. I 2015 modtog Clark sin første Grammy-pris, Grammy for bedste alternative album for dette album. 2014 og 2015 var hun på en omfattende turné, "Digital Witness Tour", der også bragte hende til Danmark i november 2014 og igen i 2015 på Roskilde Festival.

### 2016-2019:Masseducation
I april 2016 fortalte Clark, at hun ville debutere som filminstruktør ved at instruere en af delene i horrorfilmen XX, der udelukkende skulle instrueres af kvinder.
I juni 2017 udsendte hun singlen "New York" som forløber for det kommende album, Masseducation, der udkom i oktober samme år. Albummet blev igen en kritikersucces, og den blev hendes første topti-album på Billboard 200, da den gik ind på listen på en tiendeplads. Pladen blev fulgt op af en soloturné i slutningen af 2017 og begyndelsen af 2018, "Fear the Future Tour"- Turneen blev efterfulgt af endnu en turné, "I Am a Lot Like You! Tour" 2018-2019, denne gang med med backuporkester; også på denne turné kom hun til Danmark og Roskilde-festivallen (2018).
I oktober 2018 indspillede Clark en akustisk udgave af albummet udsendt under titlen MassEducation.
I 2019 optrådte Clark ved Grammy-uddelingen, hvor hun sammen med Dua Lipa fremførte et medley med hendes egen "Masseduction", Aretha Franklins "Respect" og Lipas "One Kiss"; ved samme arrangement modtog hun Grammy Award for bedste rocksang for "Masseduction".

### 2020-2023:Daddy's Home
I 2020 medvirkede Clark på The Chicks' ottende studiealbum Gaslighter som guitarist på et nummer og som medskribent på et andet. I august udsendte hun sin sang "New York" i et klassisk arrangement lavet i samarbejde med den japanske musiker Yoshiko, hvorpå hun i december samme år meddelte, at hun ville udsende sit sjette studiealbum i 2021; i februar 2021 kom der meddelelser om, at dette album med titlen Daddy's Home ville udkomme til maj, og to singler, "Pay Your Way in Pain" og "The Melting of the Sun", udkom som forsmag på albummet.
Parallelt med arbejdet på Daddy's Home medvirkede Clark som skuespiller i den psykologiske thriller The Nowhere Inn, som hun skrev sammen med Carrie Brownstein. Filmen handler om et fiktivt forsøg på at lave en dokumentarfilm om St. Vincents karriere. Clark skrev også filmens musik, der udkom i september 2021.
I april 2022 modtog Daddy's Home en Grammy for bedste alternative album.

### 2024 - nu:All Born Screaming
I februar 2024 udsendte St. Vincent "Broken Man" som første single fra hendes syvende studiealbum All Born Screaming, som udkom 26. april samme år. Albummet var det første, som hun selv producerede, og blandt de medvirkende på albummet var Dave Grohl fra Foo Fighters og Cate Le Bon. Samtidig med udsendelsen af den anden single fra albummet, "Flea", annoncerede hun en turné, der blandt andet førte hende til NorthSide i juni samme år. Albummet var mere hårdtslående rock end længe set hos St. Vincent, og det blev igen vel modtaget af kritikerne.

## Musikalsk stil
St. Vincent er kendt for ikke at have et fast musikalsk udtryk, men skifter mellem rock, pop, art rock og indie rock tilsat elementer af for eksempel elektropop og kabaretagtig jazz. Hun er anerkendt som en fremragende rockguitarist, og Rolling Stone udnævnte hende i 2023 som den 26. bedste rockguitarist nogensinde.
Hendes tekster er beskrevet som havende mange betydninger og spænder fra glæde til vanvid.
Clark spiller især el-guitar, men også el-bas, klaver, orgel og theremin, og hendes musik benytter sig desuden af klassiske instrumenter som violin, cello, fløjte og klarinet. Hun har fået designet flere signaturguitarer hos Music Man.
Hun har selv udtalt, at hendes musik blandt andet er inspireret af David Bowie og Kate Bush foruden Jimi Hendrix og Siouxsie & the Banshees.

## Scenestil
Clark har igennem sin karriere påtaget sig mange forskellige personaer, hvilket blandt andet har givet sig udtryk i hendes udseende og påklædning. Allerede på hendes første album, Marry Me, havde hun en strofe, der lød "I’m not any, any, anything", hvilket kunne lyde som "I'm not Annie", men samtidig optrådte hun som temmelig normal og menneskelig i forbindelse med albummet. På albummet Actor er det det tydeligt, at hun vil vise sig som en skuespiller, der kan påtage sig forskellige roller, hvorpå hun med Strange Mercy optræder som en "husmor på piller". I 2014 optrådte hun som leder af en monsterkult med vildt tøj og affarvet hår, mens hun med Masseduction i 2017 optrådte som dominatrix med plastik-fetish tøj og barberskarpe frisurer. I forbindelse med Daddy's Home-albummet fra 2021 udlevede hun et 1970'er nostagitrip med mindelser om Bowies Young Americans-album samt New York-ikoner som Lou Reed og Edie Sedgwick, der gav sig udtryk i et udtryk som skønhedsdronning med ønske om at blive hustru og mor. På All Born Screaming er hendes persona i stil med albummets hårde rockstil nu mere sort-hvid med videoer, hvor hun viser sig i mørke omgivelser med ild.

## Privatliv
Clark har boliger i både Los Angeles, Dallas og New York City.
Hun er beskrevet som en meget privat person, blandt andet af David Byrne: "Despite having toured with her for almost a year I don't think I know her much better, at least not on a personal level".
I et interview med Rolling Stone fra 2014 blev hun spurgt, om hun opfatter sig som hetero- eller homoseksuel, hvortil hun svarede: "Jeg tænker ikke i den slags ord. Jeg tror på flydende køn og seksualitet. Jeg identificerer mig ikke som noget bestemt. Jeg tror, at man kan blive forelsket i hvem som helst. Jeg har ikke noget at skjule, men jeg vil hellere have fokus på musikken. Hun var i et forhold til skuespilleren og modellen Cara Delevingne fra sidst i 2014 til midten af 2016, og hun kom kortvarigt sammen med skuespilleren Kristen Stewart i slutningen af 2016.
I maj 2010 blev Clarks far kendt skyldig i et tilfælde af sammensværgelse, syv tilfælde af svindel via internettet, fem tilfælde af svindel med værdipapirer og et tilfælde af hvidvaskning af penge. Albummet Daddy's Home er delvist inspireret af hendes fars løsladelse efter udstået straf.

## Diskografi
Egne album
- Marry Me (2007)
- Actor (2009)
- Strange Mercy (2011)
- St. Vincent (2014)
- Masseduction (2017)
- Daddy's Home (2021)
- All Born Screaming (2024)

Samarbejdsalbum
- Love This Giant (sammen med David Byrne, 2012)

## Liveband
Nuværende band:
- Rachel Eckroth, keyboards (2021-nu)
- Jason Falkner, guitar, kor (2021-nu)
- Mark Guiliana, trommer (2021-nu)
- Charlotte Kemp Muhl, elbas (2024-nu)